# Karel van de Woestijne
Carolus Petrus Eduardus Maria (Karel) van de Woestijne (Gent, 10 maart 1878 – Zwijnaarde, 24 augustus 1929) was een Belgisch schrijver en broer van de schilder Gustave.

## Biografie

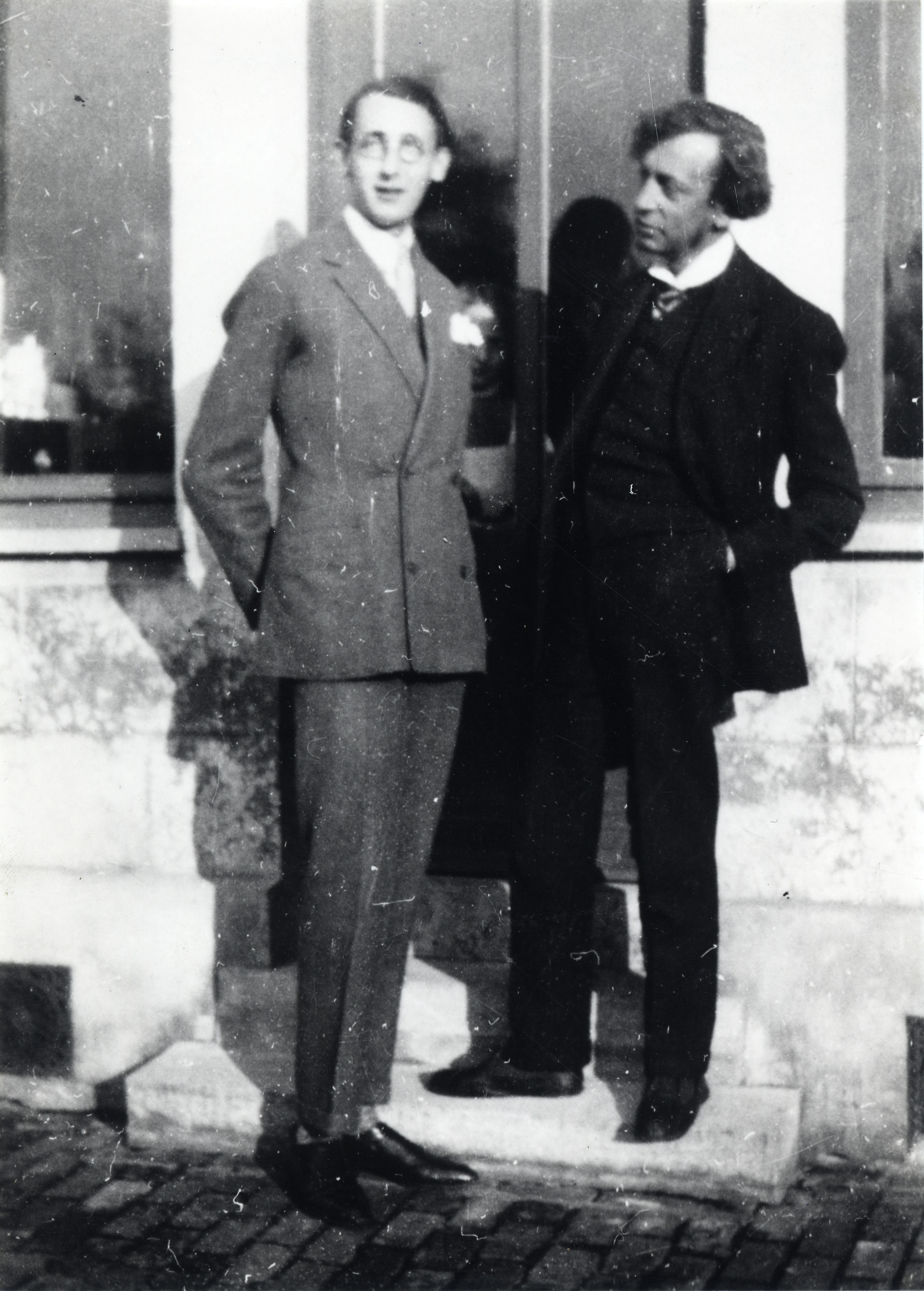
Karel van de Woestijne met zijn zoon Paul (1928).

Karel van de Woestijne werd geboren in de Sint-Lievenspoortstraat te Gent. Aan zijn geboortehuis hangt een gedenkplaat. Zijn jeugdjaren bracht hij echter door in het nummer 106 in de Sleepstraat in Gent (waar ook een gedenkplaat hangt). Toen hij twaalf was, stierf zijn vader, een koperslager, aan een beroerte, waardoor hij het morele gezag overnam over zijn broers Edward, Maurice en Gustave. Hij genoot zijn middelbaar onderwijs aan het Koninklijk Atheneum aan de Ottogracht te Gent. Hij was erg getroffen door het Franse symbolisme en de poëzie van Charles Baudelaire.
In Gent studeerde hij ook Germaanse filologie. Hij verbleef van april 1900 tot januari 1904 en van april 1905 tot november 1906 te Sint-Martens-Latem.
In 1903 stierf zijn moeder, waardoor hij mede de verantwoordelijkheid kreeg over het ouderlijk bedrijf, dat zijn moeder had beheerd sinds zij weduwe was. Op 13 februari 1904 trouwde hij met Mariette van Hende, met wie hij een zoon Paul (1904) en een dochter Lily (1919) had. Van de Woestijnes vrouw overleefde hem veertig jaar.
Hij was tijdelijk ambtenaar bij het Ministerie van Kunsten en Wetenschappen.

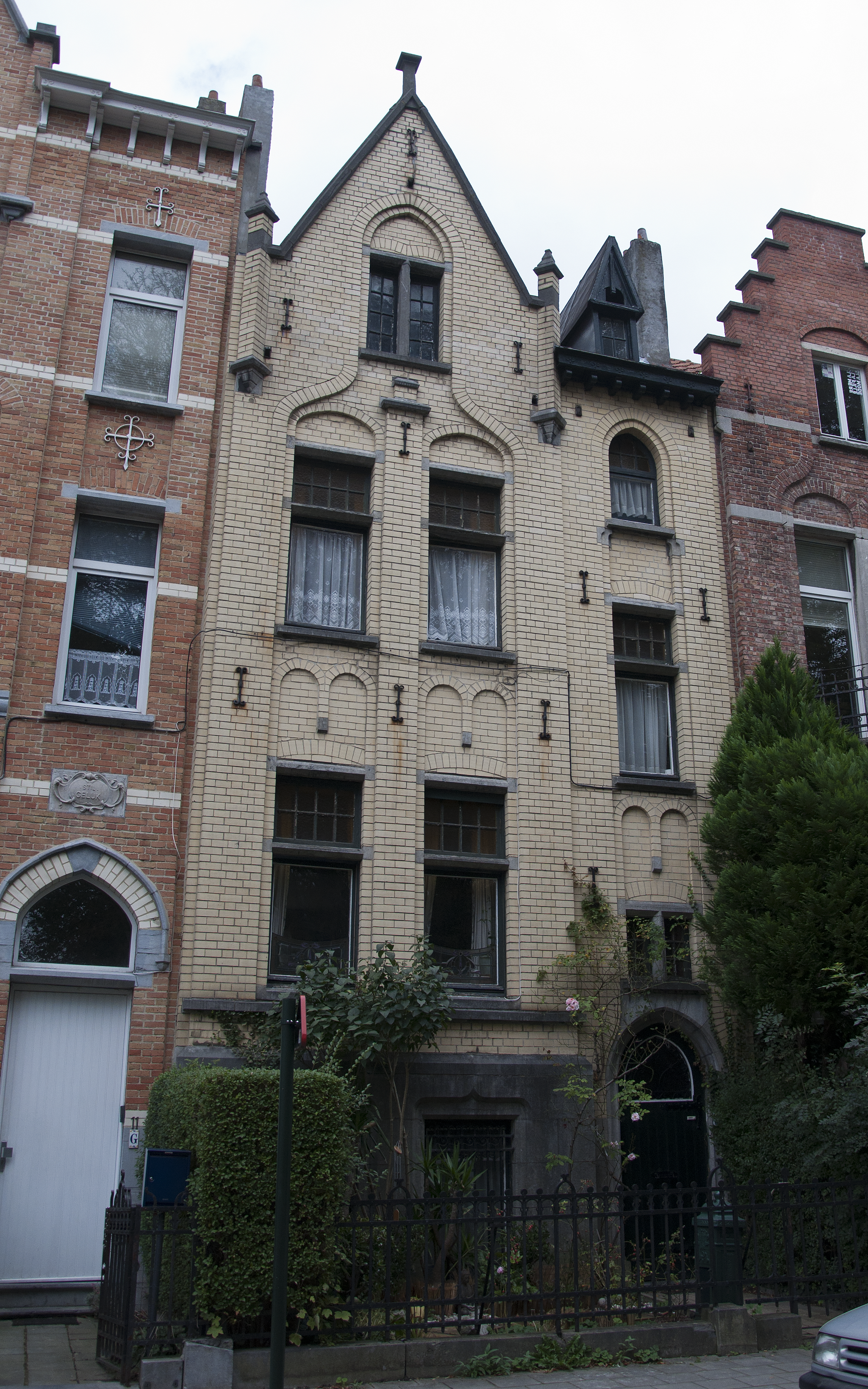
Zijn woning te Laken

Vanaf 1906 werd hij op aanbeveling van de dichter Emmanuel De Bom correspondent van de Nieuwe Rotterdamsche Courant te Brussel, met zijn rubriek "Kunst te Brussel" en met een weergave van de sociale en politieke gebeurtenissen in België. Tijdens de Eerste Wereldoorlog leverde hij daarbij ook over de bezetting van België tal van bijdragen die door de Duitse militaire overheid werden gecensureerd.
Hij woonde een tijdlang in Laken, onder meer in een bel-etagewoning aan de De Vrièrestraat 13. Hij verzorgde deze rubrieken drieëntwintig jaar lang.
Hij woonde met zijn gezin tussen april 1920 en voorjaar 1925 in Oostende van waaruit hij zijn rubriek "Kunst te Brussel" voortzette. Hij had in deze badstad regelmatig contact met de lokale kunstschilders James Ensor en Constant Permeke, zoals hij beschreef in de Nieuwe Rotterdamsche Courant van 3 september 1922.
Tussen 1920 en 1929 doceerde hij Nederlandse literatuurgeschiedenis aan de Rijksuniversiteit Gent. Hij vestigde zich in 1925 in Zwijnaarde in "La Frondaie" op de Oude IJzerenweg 2 (nu Leebeekstraat) waar hij overleed op 24 augustus 1929.
Hij was redacteur van achtereenvolgens de tijdschriften Van Nu en Straks (tweede reeks, 1896-1901) en Vlaanderen (1903-1907). Van dat laatste tijdschrift werd hij redactiesecretaris in 1906. De dichter stond bekend als een harde werker. Peter Theunynck, die 15 jaar lang werkte aan een nieuwe biografie over de dichter, omschrijft hem als heel eenzelvig en teruggetrokken, maar anderzijds zeer actief.
Zijn journalistieke werk werd in vijftien delen uitgegeven van 1986 tot 1995.

## Werken

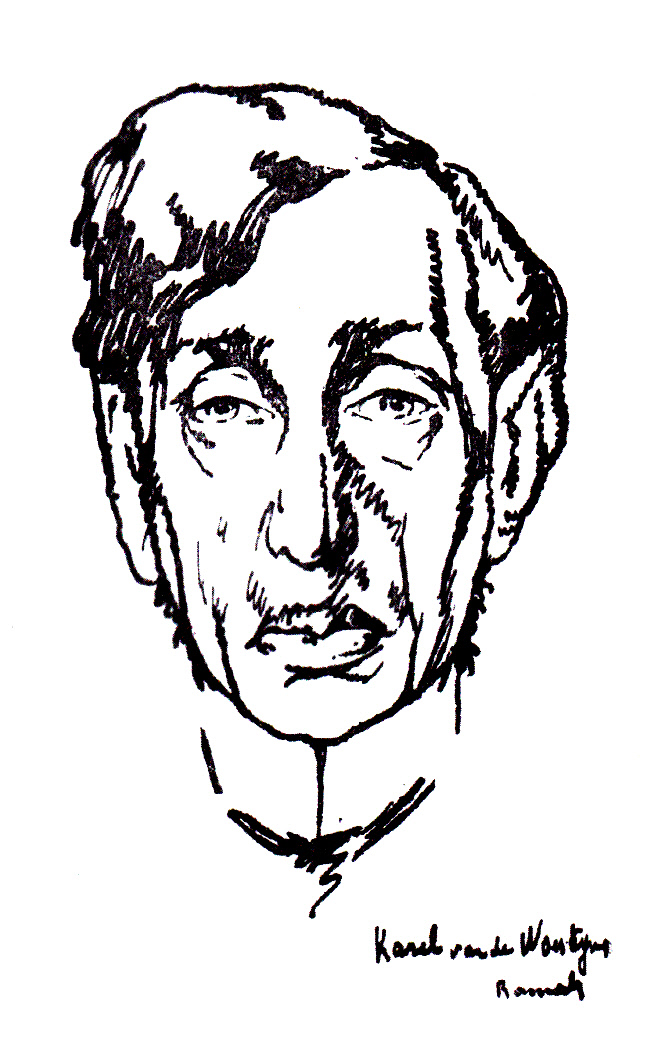
Van de Woestijne (door Ramah, 1920

### Proza
- Janus met het dubbele voorhoofd (1908)
- Afwijkingen (1910)
- Goddelijke verbeeldingen (1918)
- De bestendige aanwezigheid (1918)

### Symbolistisch-impressionistische lyriek
- Het vader-huis (1903)
- De boomgaard der vogelen en der vruchten (1905)
- De gulden schaduw (1910)
- De boer die sterft

### Spiritualistisch drieluik
- De modderen man (1920)
- God aan zee (1926)
- Het bergmeer (1928)

### Kunstkritische en literaire essays
- De Vlaamsche primitieven: hoe ze waren te Brugge (1903)
- Kunst en geest in Vlaanderen (1911)
- De Nieuwe Esopet (1933) met tekeningen door Jozef Cantré
- Over schrijvers en boeken (1933-1936, postuum)

### Epische poëzie
- Interludiën I en II (1912-1914)
- Zon in de rug (1924)

### Brievenroman in samenwerking metHerman Teirlinck
- De Leemen Torens. Vooroorlogse kroniek van twee steden (1928)

## Trivia
- Richard Baeyens stelde in 1992 in opdracht van Marnixring Drijpikkel, Grimbergen een bibliofiele uitgave samen van de bibliofiele edities van het werk van Karel van de Woestijne. De boekverzorging werd uitgevoerd door Louis Van den Eede die in het verleden vaak boekarchitectuur uitwerkte voor de uitgeverij Mercatorfonds, Antwerpen.
- Beeldhouwer Wilfried Pas realiseerde het borstbeeld dat in 1992 op de grens van Meise en Grimbergen op het initiatief van Marnixring Drijpikkel, Grimbergen werd opgericht. Dat project kreeg de steun van het Vlaamse Ministerie van Cultuur en van de Nationale Loterij. Wilfried Pas is eveneens de schepper van de standbeelden van Willem Elsschot (Mechelseplein), Paul van Ostaijen (1996, Minderbroedersrui) en van Gerard Walschap (2006, Maarschalk Gerardstraat) die in Antwerpen werden opgesteld.
- In zijn gedicht Non omnis moriar citeert Jan Eijkelboom een zin uit De modderen man II: "Ik ben met u alleen, o Venus, felle star".